# Akrasie
Akrasie čili buněčné hlenky (Acrasidae) je skupina prvoků řazená do třídy Heterolobosea. S pravými hlenkami tedy není příbuzná. V životním cyklu se vyskytuje améboidní fáze. Améby se následně agregují a vzniká mnohobuněčná plodnička.

## Životní cyklus
U rodu Acrasis ze spory vznikají oranžově zbarvené myxaméby, které se intenzivně množí a vyživují a nakonec se shlukují do plodniček (tzv. pseudoplazmodium). Tato uskupení se časem mění na sorokarp (má tvar připomínající rozvětvený strom), v němž se tvoří spory. Pohlavní rozmnožování nebylo u akrasidních hlenek objeveno.

## Systematika
Akrasie jsou nazývány také buněčné hlenky nebo suchozemské hlenky a mají množství latinských ekvivalentních jmen: Acrasidae, Acrasea, Acrasiales, Acrasiogymnomycota, Acrasiomycetes či Acrasiomycota.
Vzhledem k provedeným fylogenetickým analýzám bylo nutno z původního vymezení akrasií (Acrasidae Olive 1975, Raper 1984) vyčlenit některé rody. Rod Fonticula se ukázal být součástí opisthokont, rod Copromyxa se vrátil k ostatním hlenkám do měňavkovců, ale netvoří s nimi monofyletickou skupinu, je řazen do skupiny Tubulinea. Většina rodů původního vymezení zůstává pod názvem akrasie v exkavátech uvnitř skupiny (s velkou pravděpodobností monofyletické) Discoba.
Někdy bývají akrasie vymezovány v širším smyslu: Buď bývají úplně slučováni s třídou Heterolobosea, nebo dokonce chápány jako polyfyletická skupina, do níž jsou zařazovány všechny hlenkovité organizmy, vytvářející buněčné agregáty, jako diktyostelidní hlenky (Dictyostelida).